# Interpol
Interpol — американський рок-гурт, утворений в 1998 році в Нью-Йорку. Він складається з трьох учасників: Пол Бенкс (вокал, гітара), Деніел Кесслер (гітара, бек-вокал), та Сем Фогаріно (ударні).
Це один з найуспішніших гуртів американської інді-сцени нового тисячоліття. Стиль музики — уривчасті та меланхолійні гітари, пульсуючі басові партії, низький та похмурий вокал — викликає порівняння з такими пост-панк-гуртами як Joy Division, The Chameleons.

## Історія

### Формування (1998)
Історія гурту розпочалася з Нью-Йоркського Університету, де навчалися всі початкові учасники. Гітарист Деніел Кесслер саме шукав учасників для свого гурту, коли він зустрів ударника Грега Друді в гуртожитку. Потім Кесслер знайшов Карлоса Денглера, після знайомства на лекції з історії — йому сподобались черевики Карлоса і він вирішив, що «ця людина повинна мати смак у музиці». Зустрівши давнього знайомого Пола Бенкса, Деніел запропонував йому стати вокалістом. Таким чином, з 1998 року гурт розпочав свою діяльність.
У 2000 році, після видання першого EP та кількох виступів, Грег Друді кидає гурт, та Кесслер запрошує Сема Фогаріно, якого він знав по роботі у магазині вінтажного одягу.

### Демозаписи (1998—2001)
Після самовидання декількох EP між 1998 та 2001 роками, на початку 2002 року гурт підписує контракт з інді-лейблом Matador. Перший реліз, «Interpol EP», що складався з перезаписаних композицій PDA та NYC, був виданий 4 червня 2002 року та викликав бурхливу реакцію критиків на інді-сцені, що привело до очікування повного альбому.

### Turn on the Bright Lights (2002—2003)

Turn on the Bright Lights

Альбом Turn on the Bright Lights був виданий 19 серпня 2002 року на лейблі Matador, багатьма вважався одним із найкращих альбомів того року, був занесений у безліч «Топ 10-2002» списків. Записаний на Tarquin Studios в Коннектикуті, альбом продався дуже добре як для незалежного релізу. Гурт давав багато концертів, отримуючи пильну увагу медіа та виступаючи на телебаченні та радіо. 

Назва альбому взята з пісні NYC: «it's up to me now / turn on the bright lights»

### Antics (2003—2005)
Учасники гурту зібралися в кінці 2003 року для запису нового альбому у Tarquin Studios. 28 вересня 2004 року було видано альбом Antics. Він отримав більший комерційний успіх, ніж Turn on the Bright Lights, напевне, зважаючи на легше, доступніше аранжування. Запис отримав схвалення критиків, і також вивів Interpol в UK Top 40 зі Slow Hands, Evil, та C'Mere відповідно на 36, 18 та 19 місцях чарту.

Після релізу альбому гурт мав великий концертний тур, з великої кількості концертів «на розігріві» у U2 та The Cure.

### Our Love to Admire (2007)

Обкладинка альбому Our Love to Admire

На початку березня 2006 року Сем Фогаріно підтвердив, що гурт повернувся в студію для запису нового альбому та те, що вони кидають Matador у пошуках нового лейблу. У серпні 2006-го стало широко відомо, що Interpol підписали контракт з Capitol Records, мейджор-лейблом, що викликало бурхливу реакцію прихильників гурту та критиків.
В березні 2007-го стало відомо, що альбом вийде 10 липня 2007 року та буде називатися Our Love to Admire. До виходу альбому з'явилися чутки про те, що його викрадено, і фанати атакували форуми, шукаючи його. Але, попри те, що викрадений матеріал все ж таки з'явився в Інтернеті в червні 2007-го, альбом отримав вражаючий дебют з 4 місця у Billboard Top 200 Albums Chart.

Our Love to Admire представляє нову точку відліку для команди, будучи першим альбомом, який гурт записав у Нью-Йорку, першим альбомом на мейджор-лейблі, першим альбомом, де застосовуються клавішні в аранжировці. В результаті, альбом більш атмосферний та несхожий на попередні. У планах команди великий концертний тур по США та Європі, де влітку та восени 2007-го вони виступають хедлайнерами на багатьох музичних фестивалях, зокрема Lollapalooza та Reading.

### El Pintor (2014)
5 червня 2014 гурт заявив, що їхній п'ятий альбом, El Pintor, вийде 9 вересня 2014. Назва цього альбому є анаграма від назви гурту. Це був перший альбом без бас-гітариста Карлоса Деглера та в якому Пол Бенкс взяв на себе бас-гітарні партії, а турніст Брадон Кертіс — клавішні партії в дев'яти з десяти треків.
Гастролюючи в листопаді 2014, Interpol застрягли в Буффало. Автобус не міг їхати й вони простояли під снігом 50 годин. В результаті три концерти, два в Канаді та один — в Бостоні, було перенесено.

### Marauder (2018)
Записаний у Tarbox Road Studios, Cassadaga, NY, США, вийшов 24 серпня.

## Стиль

### Звучання
Характерною рисою музики Interpol є використання стаккато: як правило, ноти не тягнуться, а часто та монотонно повторюються, причому у всіх гітарних партіях одночасно. Одним з випадків такого виконання є характерна «гітарна перекличка»: два різних інструменти виконують партії, які можна було б виконати на одному, але невеликі розбіжності в тембрі створюють унікальне звучання.
Музику супроводжують важкі та різноманітні барабанні партії. Басова партія інколи є найрухливішою та найскладнішою, а інколи навпаки, нескладною та монотонною.
В музиці часто застосовуються схожі засоби, наприклад — вступи: багато пісень починається з простого перебору струн. Але з часом композиція ускладнюється, в одній пісні може бути кілька різних тем, інколи тема радикально змінюється.

### Лірика
Лірика, що складається вокалістом Полом Бенксом, в основному торкається тем кохання та еротики, у більшості похмурого, трагічного характеру. Слова часто називаються критиками як незрозумілі та недоступні для сприйняття.

### Зовнішній вигляд
Важливою рисою Interpol є їх стиль одягу: музиканти вдягаються в чорне, підкреслено елегантно, у костюми та краватки. Вони стверджують, що стиль — це важлива частина їх життя і що всі вони вдягалися так ще до участі в гурті. Зовнішнім елементам гурту: одягу, обкладинкам дисків, постерам характерним було використання контрастних кольорів, червоного і чорного, але з виходом Our Love to Admire гурт перервав цю традицію: на обкладинці альбому, постерах та офіційному сайті гурту зображені дикі звірі. На обкладинці альбому Marauder 2018 року знову превалюють три кольори: чорний, білий і червоний.

## Дискографія
Студійні альбоми
- Turn on the Bright Lights (2002)
- Antics (2004)
- Our Love to Admire (2007)
- Interpol (2010)
- El Pintor (2014)
- Marauder (2018)
- The Other Side of Make-Believe (2022)